# 高岡市伏木気象資料館
高岡市伏木気象資料館（たかおかしふしききしょうしりょうかん）は、富山県高岡市伏木古国府にある気象観測に関する博物館である。

## 概要
高岡市伏木気象資料館は、かつての伏木測候所庁舎を利用して2005年（平成17年）10月1日に開館した伏木における気象観測の歴史に関する資料館であり、建物は日本の登録有形文化財に登録されている。2015年（平成27年）4月24日、「加賀前田家ゆかりの町民文化が花咲くまち高岡－人、技、心－」の構成文化財として日本遺産に認定される。2017年（平成29年）3月18日には望楼の復元工事を完了した。観測開始以来のデータが残っており、どのようにして気象観測業務が行われてきたのかをうかがい知ることができる。敷地内には富山地方気象台管轄下の伏木特別地域気象観測所が併設されており、地上気象観測及び震度観測を実施している。

## 沿革

### 私立測候所として
伏木測候所は、1883年（明治16年）12月1日に日本最初の私立測候所として藤井能三の首唱により設立された。藤井能三は私費をもって伏木小学校を建設し、1875年（明治8年）10月には金澤米商会所を設立して伏木に商店を置き、あるいは越中汽船の取締役を務め、あるいは北陸通船の社長を務めた明治期の豪商であった。こうして伏木測候所は1884年（明治17年）1月1日から定時観測を開始し、1885年（明治18年）1月には内務大臣の認可を得、同年2月からは内務省地理局所属の各測候所と同等の資格をもって東京気象台と気象電報を交換することとなった。

### 富山県への移管
しかし、1885年（明治18年）に地震観測を開始するなど業務量が増大しつつあったので、1886年（明治19年）には富山県に対して移管請願書を提出し、1887年（明治20年）4月1日からは富山県伏木測候所として観測業務を行うこととなった。県営移管後は1888年（明治21年）4月に暴風警報信号標を建設するなど設備の拡充が行われたが、ますます業務量が増加しつつあったので、1892年（明治25年）5月に富山県射水郡伏木町大字伏木臥浦町において新庁舎の建設工事に着手し、同年6月20日に完成したので、同年7月1日に移転した。移転後の1893年（明治26年）4月1日には全国天気予報と共に伏木地方天気予報を発布し、富山県庁掲示板や富山市内の巡査交番所、あるいは富山県内の各新聞によって一般の縦覧に供することとなった。また1894年（明治27年）4月1日には初めて最寄電信局の間に時報のため電話線を架設し、1895年（明治28年）4月1日からはミルン式地震計によって地震観測を開始している。
このころ伏木測候所が所在していた射水郡伏木町大字臥浦町は波浪のために侵蝕激しく、ために庁舎が退廃して移転改築の必要に迫られたので、1909年（明治42年）3月31日に同郡同町古国府に再び新庁舎を建設し、同年4月30日に移転して、同年5月1日より同所にて業務を開始した。この庁舎が高岡市伏木気象資料館として現存するもので、当初は風向計を備えた望楼を有する建物であったが、1937年（昭和12年）にその隣に測風塔が建設されたのを機に1939年（昭和14年）に撤去された。また1920年（大正9年）8月1日には室堂に伏木測候所附属立山観測所を設置し、1932年（昭和7年）12月22日には伏木測候所附属富山地震観測所を旧富山県庁構内に開設している。

### 国営移管と業務の縮小
1939年（昭和14年）10月31日限りをもって富山県伏木測候所は廃止され、同年11月1日からは国営に移管されることとなり、中央気象台伏木観測所と改称された。ただし1941年（昭和16年）10月25日には再び伏木測候所に名称を戻している。国営移管当初、気象業務は文部省の所轄であったが、1945年（昭和20年）5月19日からは運輸省の管轄下となった。このころから1937年（昭和12年）10月28日に開設された富山市の中央気象台富山測候所（後の富山地方気象台）への業務移管が始まっており、まず1940年（昭和15年）2月1日に観測業務を移管したのを皮切りに、1945年（昭和20年）10月2日には地震計による地震観測業務を廃止し、1981年（昭和56年）4月1日には夜間業務を富山地方気象台へ集約した。続いて1991年（平成3年）3月1日には定員を3名に削減し、1998年（平成10年）3月1日からは伏木特別地域気象観測所となりすべての業務は自動化され、無人化されるに至った。自動化にあたって庁舎の大部分は使用されない状況となっていたので、新たに観測庁舎を別に建設することとなり、2002年（平成14年）1月末からは同所において実際の観測業務を行うこととなった。

### 高岡市伏木気象資料館として
一方、旧庁舎は2003年（平成15年）に富山財務事務所から高岡市へ払い下げられることとなり、2005年（平成17年）10月1日から高岡市伏木気象資料館として開館することとなった。同館は2006年（平成18年）3月2日に登録有形文化財に登録され、2010年（平成22年）1月26日にはとやまの近代歴史遺産百選に選定されている。
高岡市は2011年（平成23年）5月6日に国土交通省に対して、1939年（昭和14年）の測風塔建設以前に旧伏木測候所庁舎にあった望楼の復元事業を含めた「高岡市歴史的風致維持向上計画」を申請し、2016年（平成28年）2月1日からは事前調査を踏まえて建物の補修事業を開始した。工事は2016年（平成28年）1月に床下から発見された古材を再利用して進められ、2017年（平成29年）3月18日に完成した。この工事は職藝学院と松匠が担当し、職藝学院教授の上野幸夫が設計を行った。

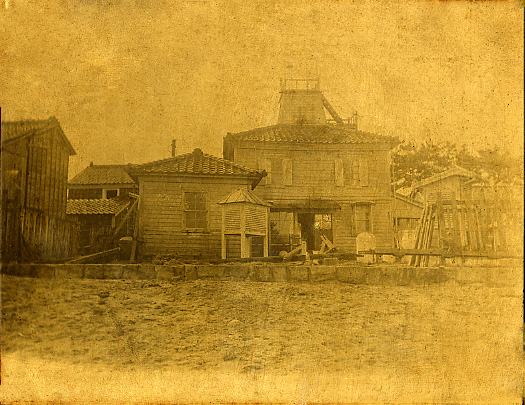
1892年（明治25年）当時の射水郡伏木町大字伏木臥浦町にあった富山県伏木測候所
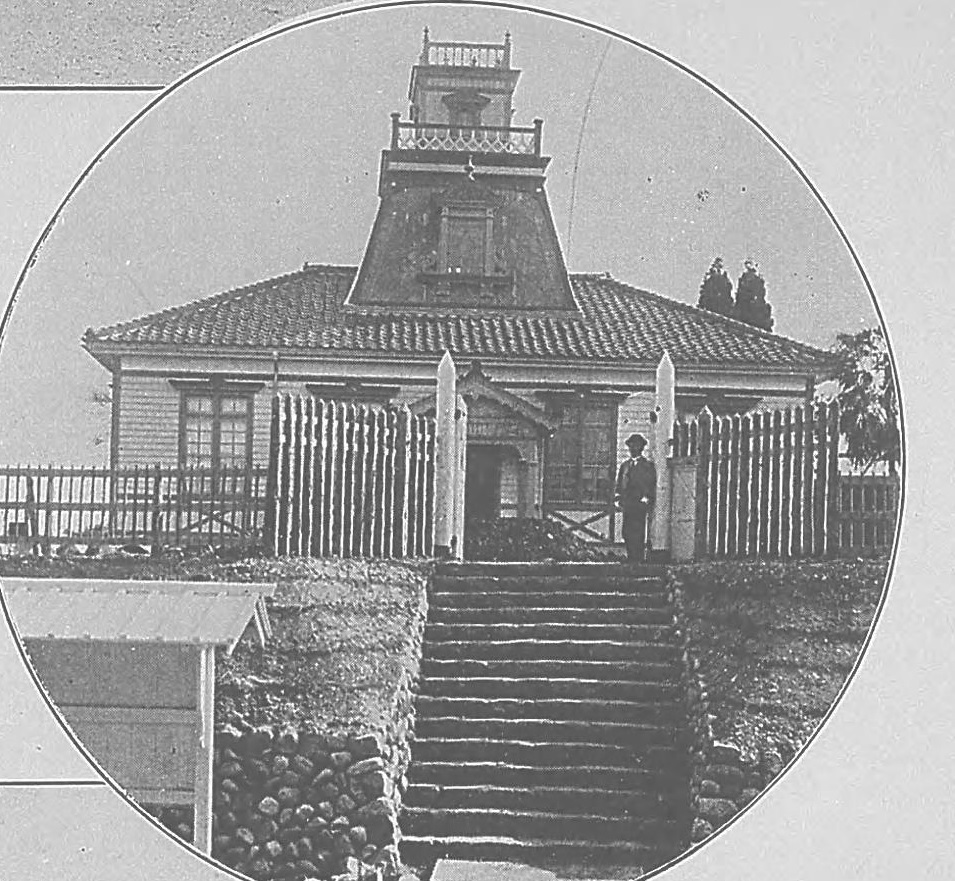
1909年（明治42年）の富山県伏木測候所
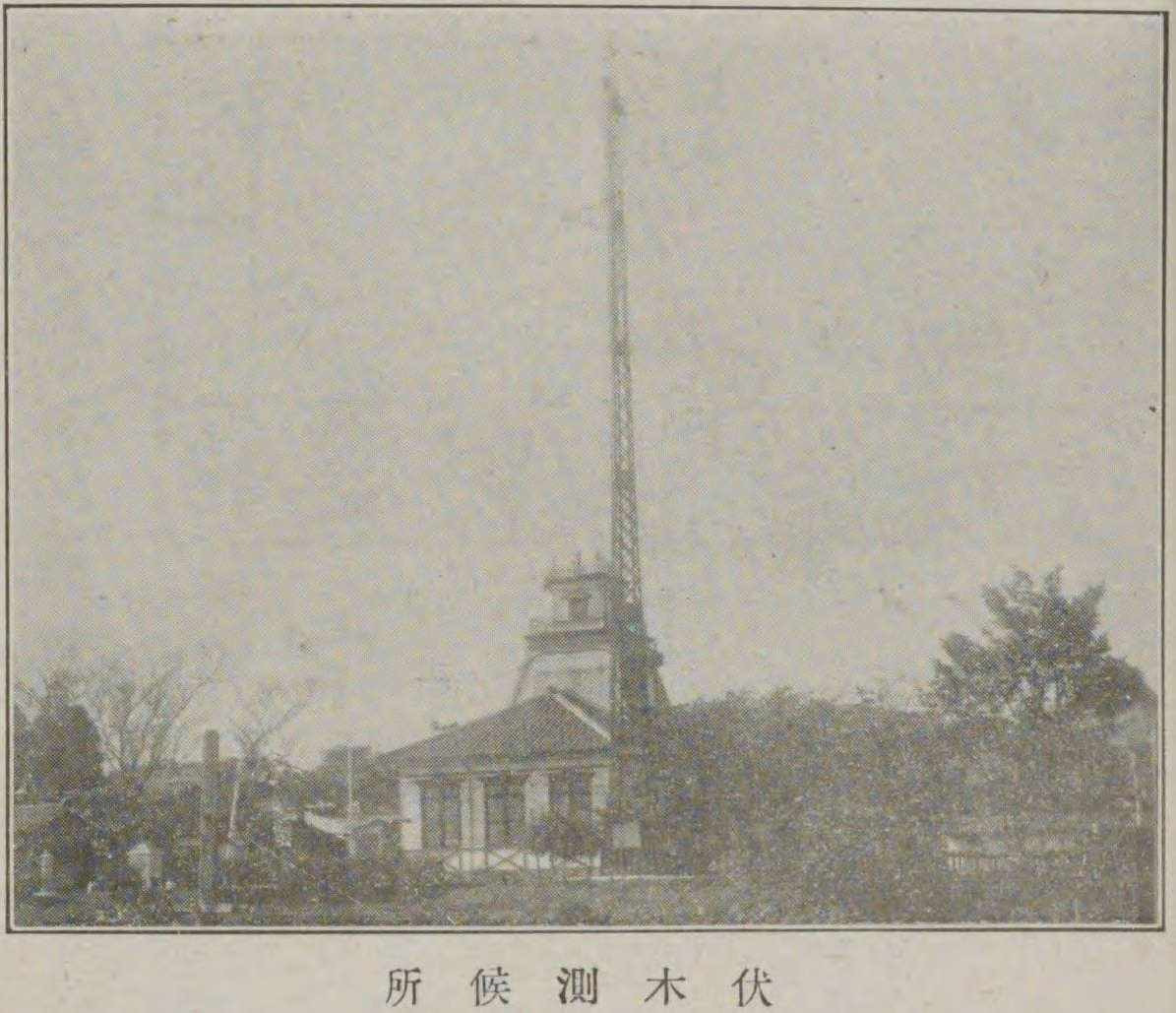
1935年（昭和10年）の富山県伏木測候所
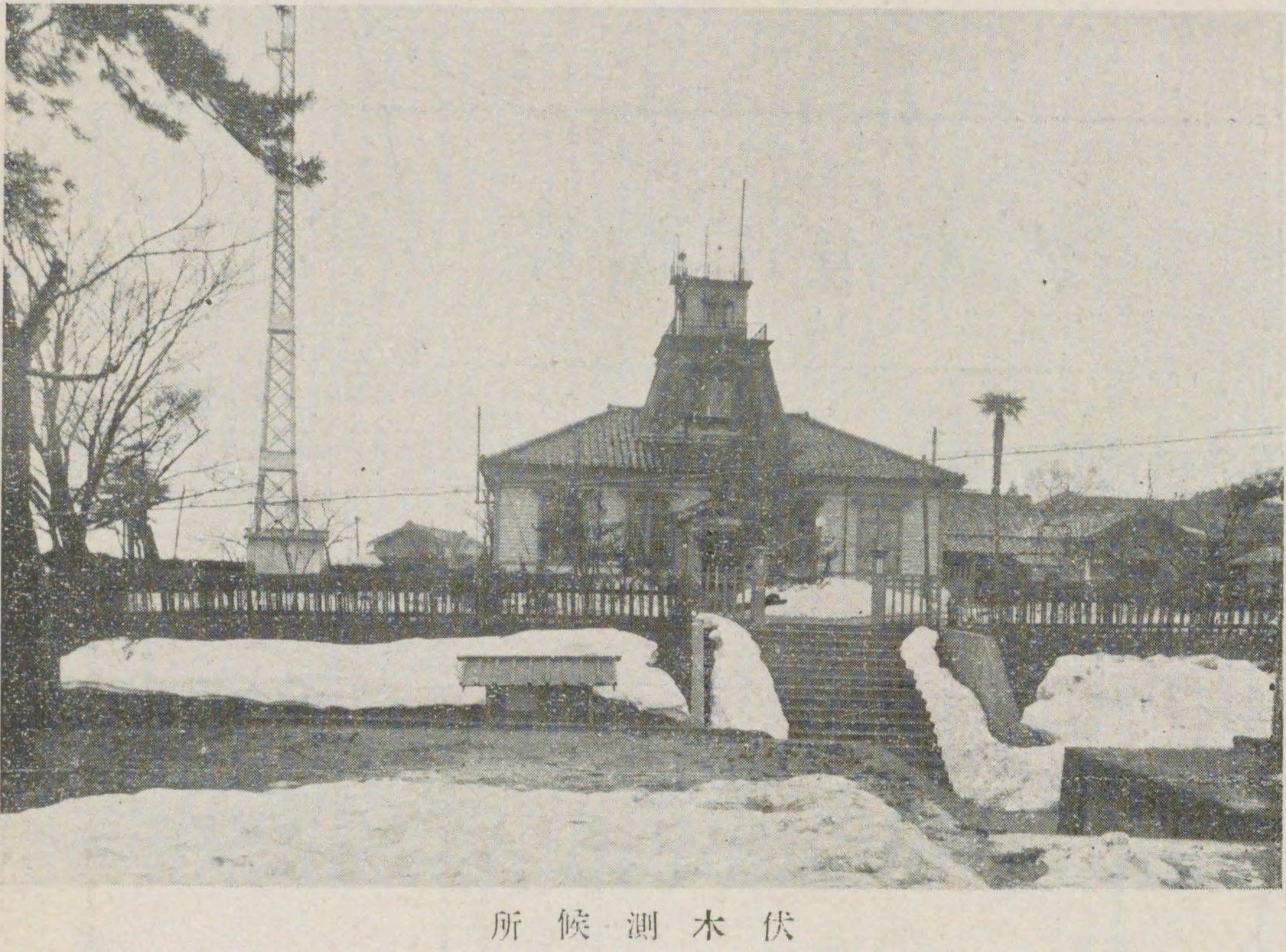
1936年（昭和11年）の富山県伏木測候所

## 施設
旧伏木測候所庁舎は1909年（明治42年）当時のもので桟瓦葺木造平屋建て、面積は153.67平米であり、日本の登録有形文化財に登録されている。旧庁舎には前述のように測風のために望楼がついていたが、1939年（昭和14年）に取り壊されていた。この望楼の復元工事は2017年（平成29年）3月18日になり、往時の姿を取り戻した。正面に切妻造の玄関ポーチを有し、内部には展示室を4部屋、和室を1部屋、事務室を1部屋、それに湯沸室及び便所の設備を有する。
測風塔は1937年（昭和12年）に建設されたもので、鉄筋コンクリート造3階建てであり、39.66平米の面積を有する。旧庁舎と共に登録有形文化財に登録されている。風速風向計及び日照計が設置されており、伏木特別地域気象観測所の一部として観測業務を行っている。
また、伏木測候所設立に功労があった藤井能三の胸像が、2016年（平成28年）6月5日に設置されている。加えて、伏木古国府の勝興寺を中心とする台地の一帯は、かつて越中国の国府が置かれた地でもあり、その由来から敷地内には「越中國守館址」の石碑が立てられている。

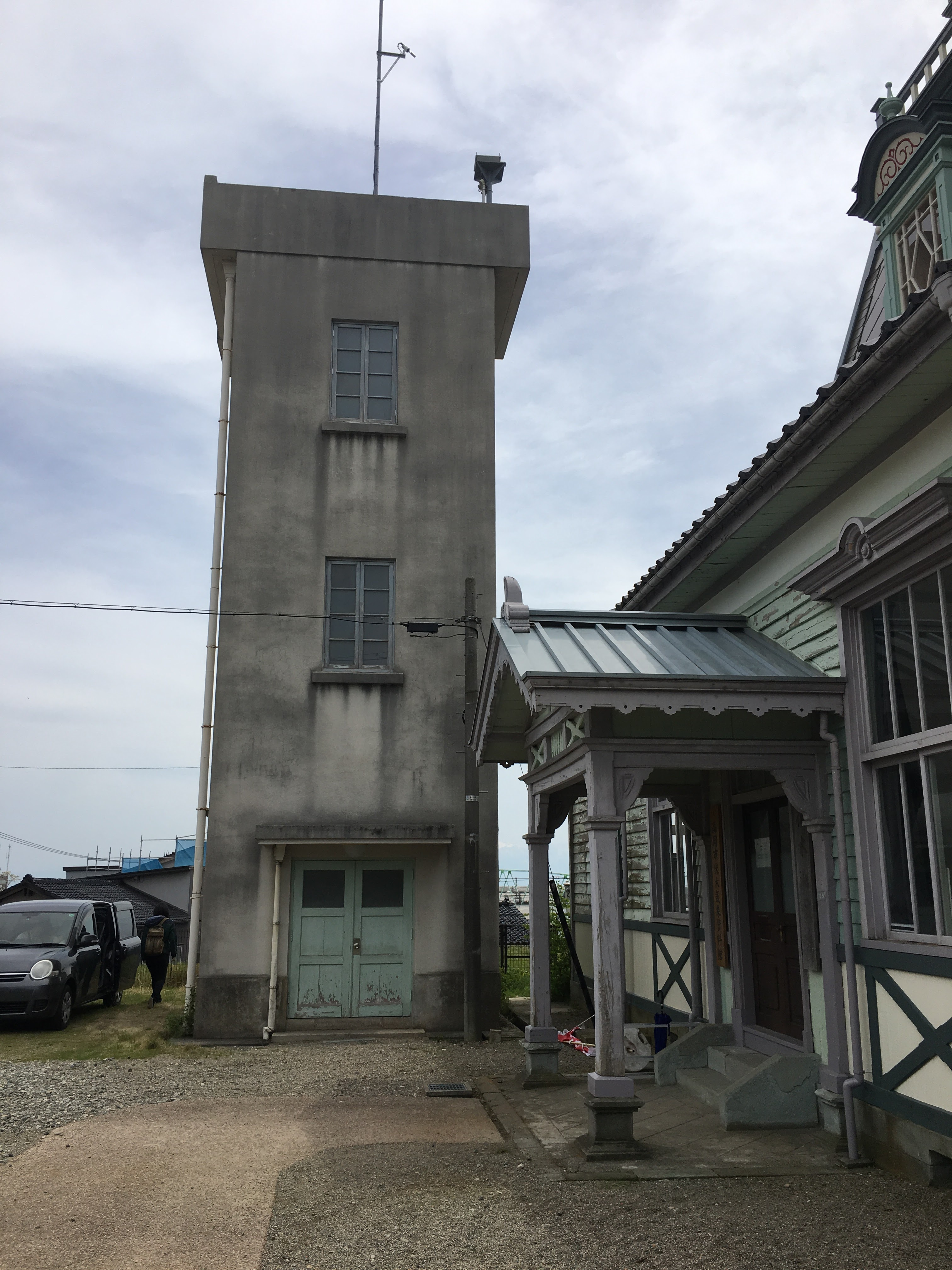
測風塔
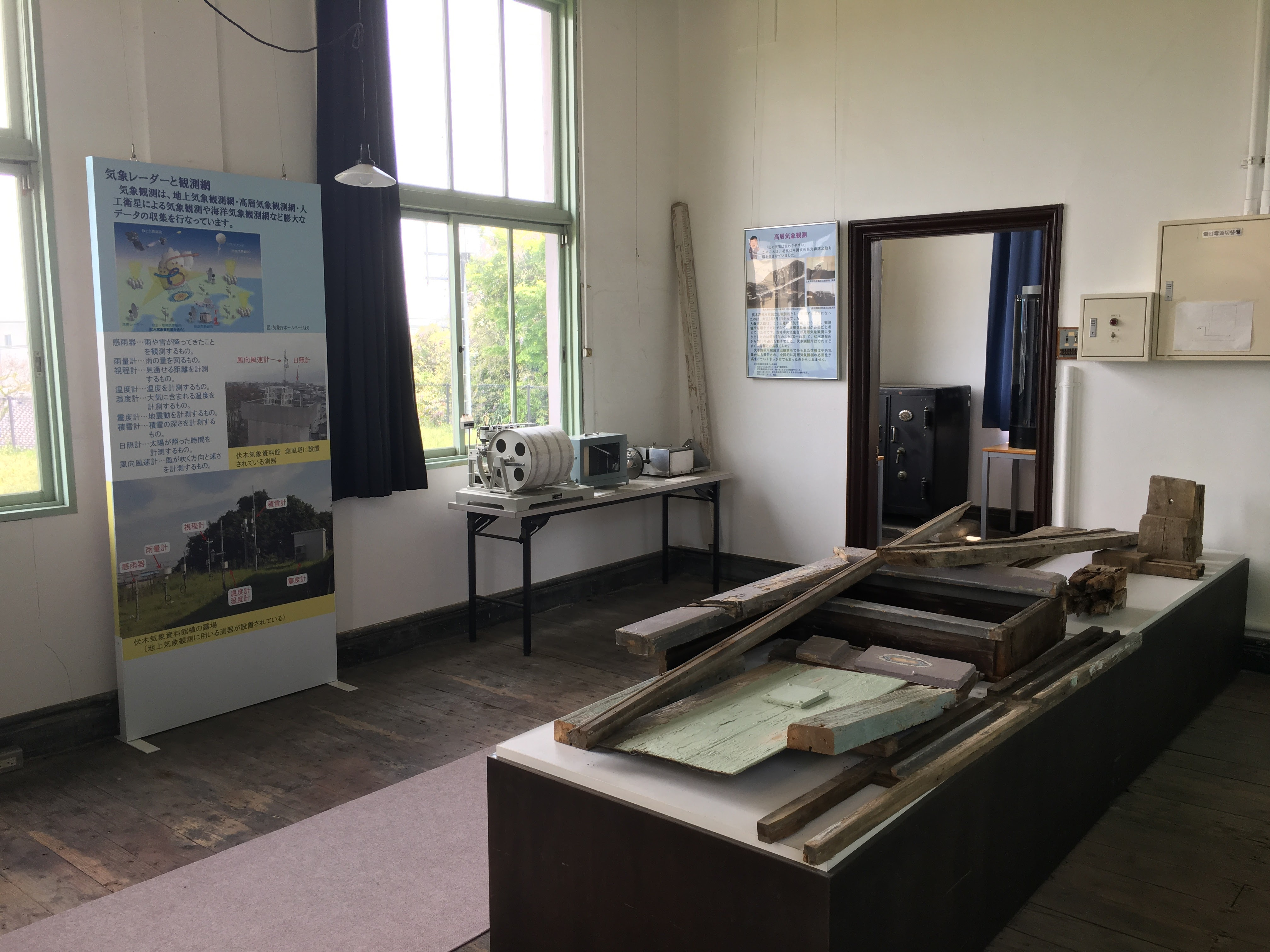
展示室
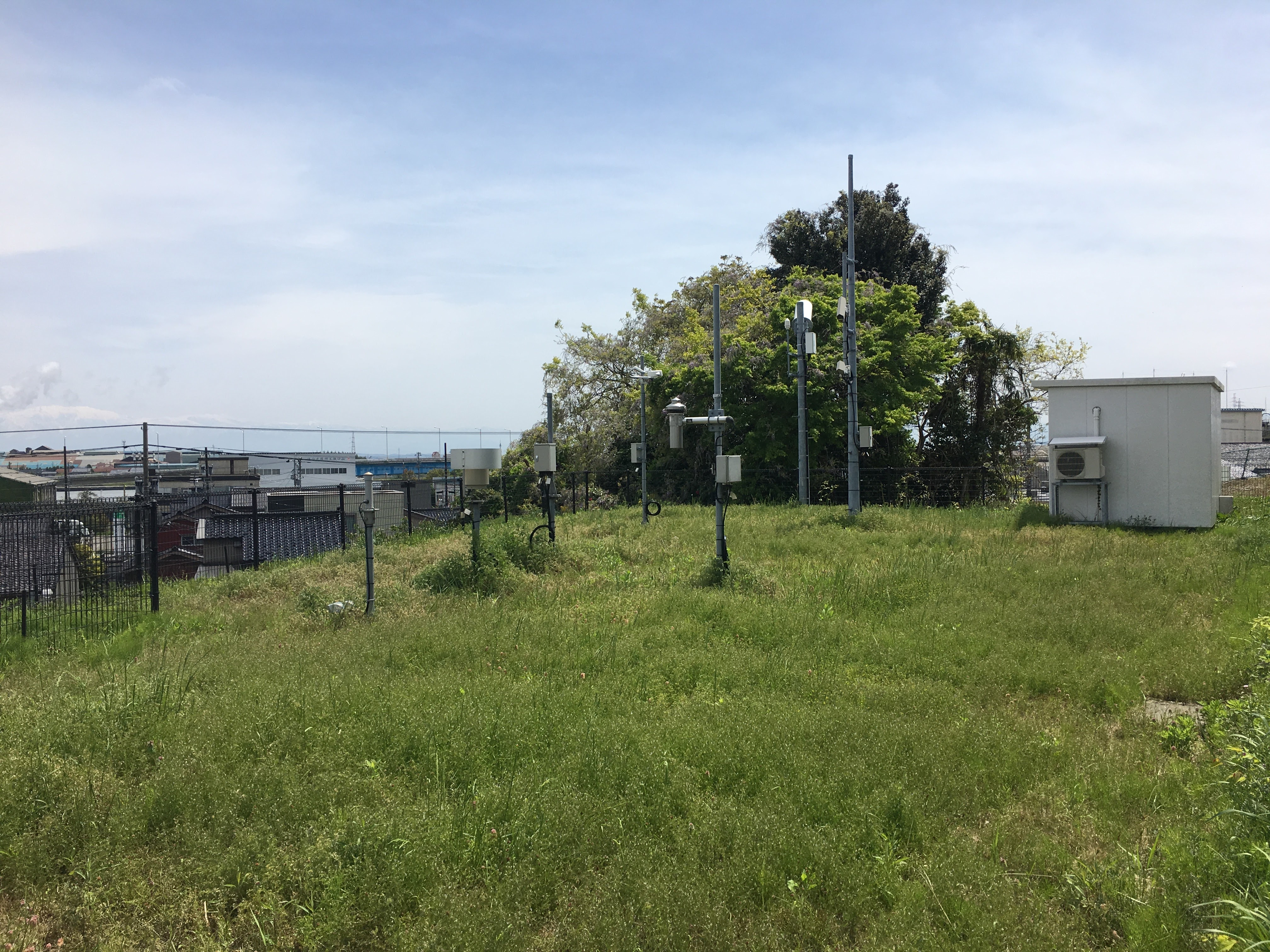
併設されている伏木特別地域気象観測所
敷地内の藤井能三翁像
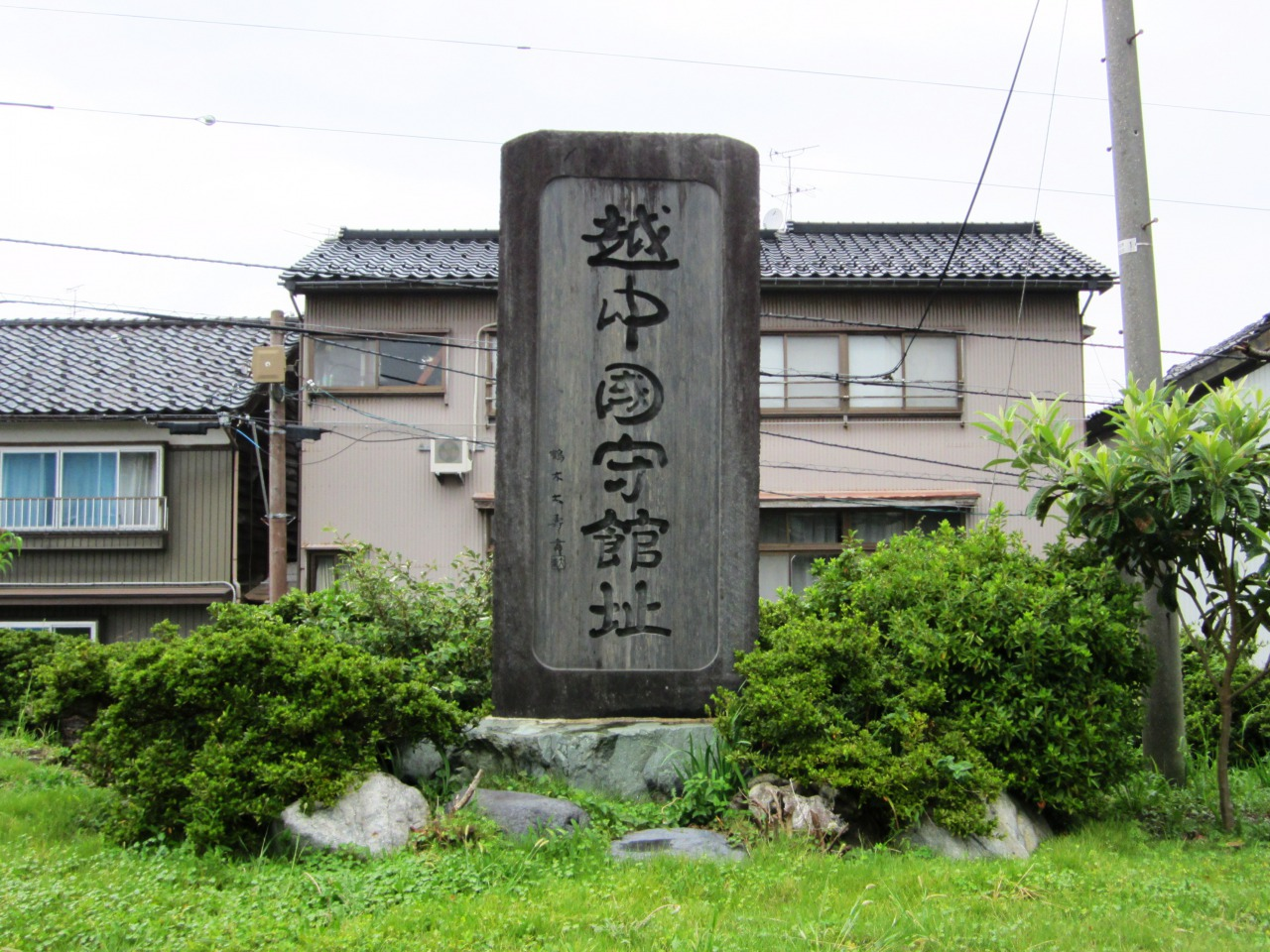
施設内に建つ越中國守館址

## 交通

### 鉄道
氷見線伏木駅より徒歩3分。

### 乗合自動車
加越能バス伏木駅前停留所より徒歩3分。

### 自家用車
伏木駅前観光駐車場（無料）より徒歩3分。